# Skink
Skink é uma gravadora fundada em 2013, pelo duo de música eletrônica Showtek. O selo é uma das mais de 40 subgravadoras da Spinnin' Records. A primeira música com o selo e a mais popular foi "We Like To Party", feita pelo próprio duo, em 30 de Dezembro de 2013. 

Até agosto de 2015, a gravadora contava com apenas 11 músicas em seu acervo, com o catálogo "SK"